# Diamante (Paraíba)
Pour les articles homonymes, voir Diamante.
Diamante est une ville brésilienne du sud-ouest de l'État de la Paraíba.
Sa population était estimée à 6 582 habitants en 2007. La municipalité s'étend sur 269 km2.